# HMS Gipsy (H63)
La HMS Gipsy (Pennant number H63), quinta nave da guerra britannica a portare questo nome, è stata un cacciatorpediniere classe G della Royal Navy. Costruita nei cantieri Fairfield, venne impostata il 5 settembre 1934, varata il 7 novembre 1935 ed entrò in servizio il 22 febbraio 1936.

## Servizio
Tra il momento dell'ingresso in servizio e lo scoppio della seconda guerra mondiale operò principalmente con la Mediterranean Fleet, ritornando in patria nell'ottobre 1939 dopo lo scoppio delle ostilità. Il 22 ottobre salpò da Gibilterra insieme ai cacciatorpediniere Grenade e Griffin diretta in Inghilterra, venendo quindi impiegata con compiti di pattugliamento antisommergibile nelle acque a Sud Ovest dell'isola. Venne in seguito trasferita presso la 22 Flottiglia cacciatorpediniere con compiti di scorta e pattuglia nel Mare del Nord.
Il 12 novembre rimase leggermente danneggiata in una collisione con la Greyhound avvenuta a causa della nebbia, venendo quindi riparata ad Harwich. In seguito recuperò i sopravvissuti di un aereo tedesco precipitato in mare poco lontano dal porto e il 19 i superstiti del piroscafo italiano Grazia. Il 21 novembre, poco dopo la partenza per un pattugliamento insieme ai cacciatorpediniere Griffin, Keith e Boadicea, colpì una mina a mezzanave, spezzandosi in due e affondando poco dopo. Nell'esplosione morirono 30 marinai dell'equipaggio, compreso il Comandante, capitano di corvetta Nigel John Crossley. Le due parti dello scafo vennero in seguito recuperate e demolite durante il 1940.